# 横山村 (山形県東田川郡)
横山村（よこやまむら）は山形県東田川郡にあった村。現在の三川町南東部、赤川右岸にあたる。

## 地理
- 河川：赤川、藤島川

## 歴史
- 1889年（明治22年）4月1日 - 町村制の施行により、助川村、堤野村、横内村、竹原田村、菱沼村、加藤村、小尺村、横川村、横川新田村、横山村および大半田村の一部の区域をもって発足。
- 1916年（大正5年）6月21日 - 渡前村との境界変更[1]。
- 1919年（大正8年）8月23日 - 渡前村、藤島村との境界変更[2]。
- 1921年（大正10年）5月10日 - 押切村との境界変更[3]。
- 1955年（昭和30年）1月1日 - 押切村、西田川郡東郷村と合併して東田川郡三川村が発足。同日横山村廃止。

## 交通

### 道路
- 羽州街道（当時・国道7号）